# Op Drift
Op Drift was van circa 1997 tot 2007 een kraakpand in de Nederlandse stad Groningen. De naam werd afgeleid van de straat waaraan het pand gelegen was, de Eerste Drift, een zijstraatje van de Spilsluizen.
Behalve voor bewoning werd het pand gebruikt voor informatie-, film-, discussie- en muziekavonden. Ook waren er veganistisch eethuis Volxkeuken Salmonella (dat eerder onder andere in het Wolters-Noordhoff Complex zat), uitgeverij Driftige Publicaties, een weggeefkraam en videocafé Mollywood gevestigd.
Van 2000 tot 2007 was Op Drift inzet van enkele rechtszaken. Op 3 mei 2007 werd het pand op last van de autoriteiten (op vreedzame wijze) ontruimd.
De Nederlandse Tanja Nijmeijer, van wie in september 2007 bleek dat ze was aangesloten bij de Colombiaanse guerrillabeweging FARC, woonde enige tijd in Op Drift.